# Cartel du nord-est
Le Cartel du nord-est (espagnol : Cartel del Noreste) est un cartel mexicain fondé en 2014 par d'anciens membres de Los Zetas, sous l'égide de Juan Francisco Treviño Morales.

## Histoire

### Famille Treviño et Los Zetas
L'histoire du Cartel du nord-est est étroitement liée à la famille Treviño. Les premières traces documentées de la famille remontent à Rodolfo Treviño et María Arcelia Morales, qui engendrent 13 enfants, Juan Francisco “El Kiko”, Miguel Ángel "Z-40", Óscar Omar "Z-42", Arcelia Chelo, Irma, Alicia, Rodolfo, María Guadalupe, José, Ana Isabel, Jesús, Alejandro, Cristina et Adolfo. Au moins six d'entre-eux ont pris part à des activités criminelles.
Dès 1993, le nom Treviño apparait chez les autorités, quand Juan Francisco “el Kiko” Treviño est accusé par les États-Unis de posséder plus de marijuana. Il est arrêté en 1995 après avoir été incriminé par la Drug Enforcement Administration et est condamné à 22 ans de prison. Miguel Ángel rejoint Los Zetas lors de sa fondation dans les années 1990 en devenant le bras droit de Heriberto Lazcano, il est alors connu sous le nom de "Z-40".

### Capture d'Omar Treviño Morales et morcellement de Los Zetas
Le 4 mars 2015, la police fédérale et l'armée mexicaine capturent Omar Treviño Morales (Z-42) à San Pedro Garza García, il est alors le leader du Cartel de Los Zetas. S'ensuivent alors des luttes intestines, notamment car la famille Treviño aurait trahi d'autres membres du cartel. Le Cartel du nord-est est alors créé. Los Zetas se divise par conséquent en deux groupes, le Cartel du nord-est et Los Zetas de l'ancienne école (Los Zetas Escuela),,,.

### Capture de Juan Gerardo Treviño Chávez
Juan Gerardo Treviño Chávez, dit « El Huevo », leader du Cartel du nord-est et neveu de Miguel Treviño Morales, est capturé le 13 mars 2022. Cette arrestation déclenche, le lendemain, des affrontements entre des membres du cartel et l'Armée mexicaine à Nuevo Laredo, Tamaulipas. Le cousin de Juan Gerardo Treviño Chávez, Juan Cisneros « El Juanito » Treviño prend la tête du Cartel du nord-est. Il est le fils de Ana Isabel Treviño Morales,,.

## La Tropa del Infierno
La Tropa del Infierno (en français : la Troupe de l'Enfer) est le bras armé du Cartel du nord-est. Ce groupe entre dans la notoriété publique le 27 août 2019, lorsqu'un jeune membre de celui-ci, « Juanito Pistolas », est tué au cours d'un affrontement avec la police à Nuevo Laredo, Tamaulipas. Juanito Pistolas est tué à l'âge de 16 ans, alors qu'il avait rejoint le Cartel du nord-est à 13 ans.
Fernando de Jesús Rodríguez Adame, leader de La Tropa del Infierno et aussi connu sous le nom de « Comandante Werko », est capturé le 9 août 2021 à Nuevo Laredo.

## Divisions du Cartel du Golfe
- Cartel du Golfe (années 1970 - en cours)
  - Grupo Sombra
  - Los Ciclones
  - Los Escorpiones
  - Los Metros (années 1990 - en cours)
  - Los Rojos
  - Los Zetas (1999 - 2014)
    - Los Zetas Vieja Escuela
    - Cartel du nord-est (2014 - en cours)
      - La Tropa del Infierno

    - Los Talibanes (2012 - en cours)
    - Sangre Nueva Zeta (2019 - en cours)